# داني بارنز (مغني)
داني بارنز (بالإنجليزية: Danny Barnes)‏ هو عازف قيثارة ومغن مؤلف ومغني أمريكي، ولد في 21 ديسمبر 1961 في تمبل في الولايات المتحدة.

## وصلات خارجية
- داني بارنز على موقع ميوزك برينز (الإنجليزية)
- داني بارنز على موقع رولينغ ستون (الإنجليزية)
- داني بارنز على موقع أول ميوزيك (الإنجليزية)
- داني بارنز على موقع ديسكوغز (الإنجليزية)